# Võ Mỵ Nương truyền kỳ
Võ Mỵ Nương truyền kỳ (giản thể: 武媚娘传奇; phồn thể: 武媚娘傳奇; bính âm: Wǔ Mèiniáng chuánqí, tiếng Anh: The Empress of China) là một bộ phim truyền hình lấy bối cảnh nhà Đường thế kỷ VII và VIII, Phạm Băng Băng là nhà sản xuất đồng thời là diễn viên chính trong vai Võ Tắc Thiên, nữ hoàng duy nhất trong lịch sử Trung Hoa.
Đây là sản phẩm truyền hình thứ ba của Fan Bingbing Studio với kinh phí hơn 300 triệu nhân dân tệ (gần 1050 tỷ VNĐ). Vì thế đây được cho là bộ phim truyền hình có kinh phí đắt nhất của Trung Quốc, vượt qua bộ phim năm 2013 Tùy Đường Diễn Nghĩa. Bộ phim có rating cao nhất trong năm 2014 tại Trung Quốc và trở thành bộ phim cung đình ăn khách nhất trong năm 2014.

## Phân vai

### Nhân vật chính
| Diễn viên                                      | Nhân vật lịch sử           | Nhân vật                                 | Giới thiệu |
| ---------------------------------------------- | -------------------------- | ---------------------------------------- | --- |
| Phạm Băng Băng                                 | Võ Tắc Thiên               | Võ Như Ý (武如意) / Võ Mị Nương (武媚娘) | Tú nữ → Võ tài nhân → Ni cô Cảm Nghiệp tự → Võ Thái phi → Võ chiêu nghi → Hoàng hậu → Hoàng thái hậu → Hoàng đế Tên thật Võ Chiếu (武曌), phim hư cấu tên Như Ý (如意), nhập cung năm 14 tuổi, được Đường Thái Tông Lý Thế Dân ân sủng ban tên Võ Mỵ Nương. Là một nữ nhân thông minh xinh đẹp, có lòng bao dung nhân hậu, nhưng lại bị mọi người đồn là Thái bạch yêu tinh làm sụp đổ triều đại. Trải qua bao nhiêu đố kị, toan tính ở hậu cung, sức ép quá lớn của triều đình, cô từ một Võ Tài nhân hiền lành không tranh với đời, cuối cùng bị đẩy vào vòng tranh đấu đẫm máu và khốc liệt, trở nên thâm độc và toan tính nhằm bảo vệ cho chính mình và người thân. Là tri kỷ của hai vị hoàng đế, sau là phò tá đắc lực của Đường Cao Tông Lý Trị, Mỵ Nương dần dần bước lên ngôi vị cao nhất ở Hậu cung. Sau khi Lý Trị qua đời, các hoàng tử còn lại không đủ khả năng gánh vác giang sơn, vì lời hứa bảo toàn giang sơn của chồng, Mỵ Nương buộc phải nhiếp chính với Hoàng Thái Hậu. Sau được các đại thần ủng hộ, bà trở thành Nữ hoàng đế đầu tiên của Trung Quốc. Những năm cuối đời bà bị chính con trai là thái tử Lý Đán tạo phản, ép thoái vị làm Thái thượng hoàng, sống cô độc không chồng con đến già. |
| Trương Phong Nghị                              | Đường Thái Tông Lý Thế Dân | Lý Thế Dân (李世民)                      | Hoàng đế thứ hai của triều Đường, nổi tiếng trong lịch sử là một trong 4 vị Hoàng đế giỏi nhất bên cạnh Tần Thủy Hoàng, Hán Vũ Đế và Tống Thái Tổ. Tuy là một vị minh quân, thiên khả hãn uy chấn tứ phương nhưng sự biến Huyền Vũ Môn vẫn để lại vết đen to lớn trong cuộc đời ông. Mỵ Nương nhập cung làm Tài nhân, một lòng yêu Thế Dân nhưng ban đầu ông luôn tư niệm Văn Đức Hoàng hậu. Về sau rung động trước tấm chân tình, dần yêu Mỵ Nương nhưng trước sức ép của Trưởng Tôn Vô Kị, ông buộc phải ra chiếu chỉ đưa Võ Tài nhân vào Cảm Nghiệp Tự sau khi băng hà. |
| Lý Trị Đình *Trần Kha Phàm vai Lý Trị lúc nhỏ. | Đường Cao Tông Lý Trị      | Lý Trị (李治)                            | Phim hư cấu tên lúc nhỏ là Trĩ Nô (雉奴), là con út của Đường Thái Tông Lý Thế Dân và Văn Đức hoàng hậu, có tấm lòng nhân hậu nhưng rất nhút nhát, luôn nhường nhịn các anh em. Lý Trị gặp Mỵ Nương từ nhỏ, lớn lên thầm yêu dù biết Mỵ Nương là Tài nhân của cha. Mỵ Nương giúp ông bàn mưu tính kế, giành lấy ngôi vị hoàng thái tử khi Lý Thừa Càn bị phế. Khi bước lên ngôi vị hoàng đế, ông đưa Mỵ Nương từ Cảm Nghiệp Tự trở về, phong làm Chiêu nghi, hết lòng chung tình với Mỵ Nương. Một thời gian sau phát hiện bệnh tình trở nặng, Lý Trị ngầm cho phép Võ Chiêu nghi giúp đỡ việc triều chính. Vương thị bị phế, ông sắc phong Mỵ Nương làm chính cung Hoàng hậu |

### Hậu cung Đường Thái Tông
| Diễn viên        | Nhân vật lịch sử              | Nhân vật                     | Giới thiệu |
| ---------------- | ----------------------------- | ---------------------------- | --- |
| Trương Định Hàm  | Văn Đức Thuận Thánh Hoàng hậu | Văn Đức Hoàng hậu (文德皇后) | Tần Vương phi → Thái tử phi → Hoàng hậu →Văn Đức hoàng hậu ( truy phong ) Nguyên phối của Lý Thế Dân, qua đời trước khi bắt đầu phim. Về sau dù nạp bao nhiêu phi tần, bà vẫn là người Thế Dân yêu nhất và nhung nhớ suốt cuộc đời. |
| Trương Định Hàm  | Nhân vật hư cấu               | Trịnh Uyển Ngôn              | Trịnh Tài nhân → Trịnh Tiệp dư → Nhân Đức Thiên Tường Tiệp dư ( truy phong ) Con gái của Trịnh Nhân Hy, cháu gái Âm Đức phi, dung mạo y hệt Văn Đức hoàng hậu. Mục đích cô vào cung chính là làm công cụ chính trị cho cha, nhằm giúp cha trả mối thù giữa Trịnh gia và Lý gia. Kết tình tỉ muội với Mỵ Nương và Từ Huệ, sau đố kỵ với Mỵ Nương, lén hạ độc trong bình rượu rồi đưa cho Mỵ Nương uống, ai ngờ bị chính Âm Đức phi hạ độc để triệt đường báo trù của gia tộc. |
| Trương Quân Ninh | Từ Hiền phi                   | Từ Huệ                       | Từ Tài nhân → Từ Tiệp dư → Từ Sung dung → Từ Hiền phi Nhập cung cùng lúc với Mỵ Nương, kết tình tỷ muội. Dung mạo xinh đẹp, thông minh, cầm kì thi họa đều xuất chúng nên trở thành tài nữ nổi tiếng kinh thành. Được Lý Thế Dân sủng hạnh, tấn phong từ Tài nhân lên Tiệp dư. Về sau cho rằng Mỵ Nương độc chiếm sự sủng ái vốn dĩ dành cho mình nên trở mặt. Mỵ Nương bị Từ Huệ hại thê thảm: vu oan tội chết, giam vào nhà lao, thậm chí bị đuổi khỏi cung trong khi Từ Huệ được phong Hiền phi, thống lĩnh hậu đình. Sau Mỵ Nương vạch trần, Từ Huệ bị giam trong Cẩm Lạc cung không cho ai hầu hạ và không được tự sát. Lý Thế Dân băng hà, cô thành tâm xin lỗi Mỵ Nương nhưng không được tha thứ, cuối cùng treo cổ tuẫn táng. |
| Trương Đình      | Vi Quý phi                    | Vi Khuê (韋珪)               | Vi Chiêu dung → Vi Quý phi → Phế phi Là một trong Tứ phi của Đường Thái Tông Lý Thế Dân. Xuất thân hiển hách, là cháu gái của đại thần Vi Nguyên Thừa nên được Lý Thế Dân sủng ái, giao cai quản hậu cung sau khi Văn Đức Hoàng hậu băng. Cô xinh đẹp nhưng độc tài và đáng sợ. Bị vô sinh sau ba lần sẩy thai nên sẵn sàng hại bất cứ phi tần nào mang long chủng. Thế Dân biết rõ nhưng vì nể mặt Vi gia nên luôn dung túng cho bà. Vi phi tham vọng được phong Hậu, luôn đối đầu với Dương Thục phi và Võ Mỵ Nương vì biết hoàng đế không thật lòng với mình. Cô sắp đặt cháu gái Tiêu Tường vào hầu Lý Thế Dân để khi mang thai sẽ thực hiện âm mưu giết mẹ đoạt con. Sau bị Tiêu Tường bán đứng, giá họa bị Vi phi hại sẩy thai, Vi phi hết lời giải thích nhưng vẫn bị Thế Dân giam vào ngục chờ dùng hình ép cung. Lý Thái, con trai thứ hai của Lý Thế Dân, người luôn si tình và giúp đỡ Vi phi thực hiện âm mưu, sợ bị liên lụy nên đến ép bà cắt cổ tay tự tử. |
| Trương Đồng      | Âm phi                        | Âm thị                       | Tùy Triều di dân→ Âm Đức phi Có con trai là Tề vương, sống tại Tề Châu xa kinh thành. Gia tộc từng bị sát hại, bà đứng giữa mối thâm thù của Âm gia và Lý gia, lo sợ con trai và gia tộc gặp chuyện nên luôn nhún nhường mọi việc từ tiền triều cho đến hậu cung. Sau Tề Vương bị anh trai bà dụ dỗ tạo phản, bà lợi dụng Mỵ Nương mưu sát phu quân nhằm bảo vệ con. Âm mưu bất thành, bà nhảy xuống hồ tự vẫn. |
| Châu Hải My      | Dương phi                     | Dương thị                    | Tề Vương phi → Dương Thục phi → Dương Hiếu Cung Kiệm Đế Nữ Dương Thục Phi ( truy phong ) Nhân tuyển thích hợp cho ngôi vị Hoàng hậu vì bà ân cần dịu dàng và không tranh với đời, nhưng vì xuất thân là Công chúa nhà Tùy - triều đại bị chính nhà Đường tiêu diệt nên Lý Thế Dân chần chừ không lập bà làm Hậu. Bà nung nấu dã tâm vô cùng lớn, không cam tâm chồng bị Thế Dân sát hại, bị bắt làm phi nên khi thời cơ chín muồi, bà ép con trai là Lý Khác giết cha tạo phản. Lý Khác không nghe, bà căm phẫn uống thuốc độc tự tử. |
| Nhiếp Mai        | Trịnh Hiền phi                | Lưu thị                      | Lưu Hiền phi Được Lý Thế Dân sủng ái, nhiều lần mang thai nhưng bị Vi phi hại sẩy. Lần cuối mang thai, cô bị Vi phi ép tự ngã rồi giá họa cho Dương Thục phi, tuy nhiên Mỵ Nương xen vào rửa oan nên không thành. Tuyệt vọng vì mất khả năng sinh con, lại cảm thấy bất lực bị Vi phi lợi dụng uy hiếp nên tự vẫn giải thoát. |
| Tôn Giai Kỳ      | Nhân vật hư cấu               | Tiêu Tường                   | Tiêu Tài nhân → Tiêu Tiệp dư Cháu gái Vi Quý phi. Tính tình cao ngạo không xem ai ra gì, không được Lý Thế Dân sủng ái nên kết thù với Mỵ Nương và Từ Huệ. Mang thai một thời gian, cô phát hiện Vi phi có ý giết mình để đoạt con nên tìm đến Từ Huệ, và được chỉ cách uống thuốc hư thai, giá họa Vi phi rồi giả điên. Dù được Thế Dân thương cảm nhưng vẫn ghen tị, hãm hại Mỵ Nương và Từ Huệ, cuối cùng chết cháy trong Càn Tường cung. |
| Lưu Chỉ Tịnh     | Nhân vật hư cấu               | Trần thị                     | Trần Tài nhân → Trần Mỹ nhân Luôn nịnh bợ Tiêu Tường và gièm pha sau lưng phi tần khác. Sau thấy Tiêu Tường bị điên nên ra mặt xem thường. Bị Từ Huệ dọa cho sợ, phải treo cổ tự vẫn. |

### Hậu cung Đường Cao Tông
| Diễn viên      | Nhân vật          | Giới thiệu |
| -------------- | ----------------- | --- |
| Thi Thi        | Vương Ngọc Yến    | Thái tử phi → Vương Hoàng hậu → Phế hậu Nguyên phối và là Hoàng hậu đầu tiên của Lý Trị. Là người nhu mì lễ độ, xuất thân danh môn khuê các, được Trưởng Tôn Vô Kỵ ủng hộ. Chân tình với Lý Trị nhưng không sinh được con nối dõi. Cao Dương Công chúa ném đá giấu tay, khiến Mỵ Nương hiểu lầm bị Vương Ngọc Yến hại sẩy thai. Mỵ Nương lập mưu trả thù 2 lần nhưng đều thất bại. Cuối cùng bị Cao Dương vu oan giết An Định Công chúa nên bị phế, giam vào lãnh cung và ban rượu độc.                                                  |
| Trương Hinh Dư | Tiêu Thị          | Tiêu Lương đệ → Tiêu Thục Phi → Phế phi Phi tần được Lý Trị sủng ái nhất trước khi Mỵ Nương quay về từ Cảm Nghiệp Tự, vì cô có dung mạo xinh đẹp, có vài nét giống Mỵ Nương, lại có tài ca múa, tính tình bộc trực thẳng thắn. Nhưng thực chất Tiêu phi vô cùng cao ngạo và ích kỷ, vì mưu tính cho bản thân mà lợi dụng cả con trai để tranh sủng. Mỵ Nương hồi cung, cô đã xúi giục Vương hoàng hậu dùng thuật "yếm thắng" nhưng bị Hoàng hậu tương kế tựu kế hại ngược. Kết cục bị ban rượu độc trong lãnh cung cùng Vương hoàng hậu. |
| Thôi Băng      | Lưu thị           | Lưu Cung nhân Không được sủng ái dù sinh Hoàng trưởng tử. Tính cách đơn thuần và lương thiện, vô cùng yêu con nhưng bị Vương hoàng hậu tước đoạt con để tranh sủng. Bị người của Hoàng hậu hạ độc, Mỵ Nương cứu nhưng không kịp. Trước khi chết chạy đến cung Hoàng hậu khiến Lý Trị buộc tội Hoàng hậu sát mẫu đoạt tử. |
| Mã Tư Thuần    | Hạ Lan Mẫn Nguyệt | Ngụy Quốc Phu nhân Con gái của Hàn Quốc phu nhân Võ Thuận - chị Mỵ Nương, cháu gọi Mỵ Nương bằng dì, sau là sủng phi của Lý Trị. Hiểu lầm Mỵ Nương hại chết mẹ nên luôn rắp tâm trả thù. Sau khi quyến rũ Lý Trị, cô giật dây Lý Hiền sát hại Lý Hoằng đoạt ngôi, thậm chí tự hạ độc để vu oan Mỵ Nương nhưng Mỵ Nương gậy ông đập lưng ông, ép uống thuốc độc chết. Tuy bị trừng trị bởi tội ác của mình nhưng cái chết của Mẫn Nguyệt khiến Lý Trị vô cùng thương tiếc, Đế-Hậu sinh ra mâu thuẫn nghiêm trọng.                         |

### Hoàng thất nhà Đường
| Diễn viên                                               | Nhân vật    | Giới thiệu |
| ------------------------------------------------------- | ----------- | --- |
| Lý Lý Nhân                                              | Lý Thừa Càn | Hoàng thái tử → Phế Thái tử → Thứ nhân Đích trưởng tử của Lý Thế Dân, mẹ là Văn Đức hoàng hậu. Người đầu tiên được Thế Dân phong làm Thái tử. Tính khí cao ngạo, xem thường Lý Khác. Bị Từ Huệ giật dây, anh dấy quân tạo phản, bị biếm làm thứ dân rồi lưu đày, sau chết vì bệnh. |
| Nhân Sơn                                                |             | Thái Tử phi → Phế Thái Tử phi → Thứ nhân |
| Lý Giải                                                 | Lý Thái     | Ngụy vương → Thuận Dương vương Con trai thứ tư của Lý Thế Dân, mẹ là Văn Đức hoàng hậu. Học cao hiểu rộng nhưng lại rất độc tài và tham vọng, có dã tâm làm hoàng đế. Sau khi biết Lý Thế Dân không truyền ngôi cho mình, ông dấy binh tạo phản. Sau khi thất bại bị lưu đày cùng Lý Thừa Càn. |
| Tiết Vịnh Dục                                           | Lý Khác     | Ngô vương Con trai thứ ba của Lý Thế Dân, mẹ là Dương Thục phi. Do ảnh hưởng từ ngoại tộc nên ông phải nhún nhường trước các huynh đệ. Bị Dương Thục phi xúi giục tạo phản để trả thù cho triều Tùy nhưng ông không nghe. Sau bị Cao Dương công chúa liên lụy trong cuộc tạo phản, bị Lý Trị ban chết. |
| Mễ Lộ - Lý Cảnh Nhi vai Cao Dương Công chúa lúc nhỏ     |             | Cao Dương Công chúa Con gái thứ 17 của Lý Thế Dân, về sau là bạn tốt của Mỵ Nương. Người yêu cô là Hòa thượng Biện Cơ bị Lý Thế Dân xử trảm nên vô cùng oán hận, hại chết hai người con của Mỵ Nương để tạo tư thù giữa Mỵ Nương và Trưởng Tôn Vô Kỵ cũng như với Vương hoàng hậu. Cô nung nấu ý định làm Nữ đế để không bị người khác chi phối, do đó thông đồng với phò mã Phòng Di Ái (con trai Đại Công thần Phòng Huyền Linh dưới thời Đường Thái Tông) và lợi dụng anh trai Lý Khác tạo phản. Mưu kế bất thành, Lý Trị niệm tình huynh muội nên tha chết, nhưng Mỵ Nương vẫn ép cô treo cổ đền tội. |
| Tiết Vịnh Dục                                           | Lý Hựu      | Tề vương Mẹ là Âm Đức Phi bí tách khỏi mẹ ngay từ nhỏ |
| Trương Hiên Minh - Trần Tịnh Duyên vai Lý Trung lúc nhỏ | Lý Trung    | Trần vương → Hoàng thái tử → Phế Thái tử → Thứ nhân Trưởng tử của Lý Trị, mẹ là Lưu cung nhân. Người đầu tiên được Lý Trị phong làm Thái tử. Vì mẹ có thân phận thấp kém nên luôn bị Lý Tố Tiết, con trai Tiêu Thục phi ăn hiếp. Hiểu nhầm mẹ ruột lẫn mẹ nuôi là Vương Hoàng hậu bị Võ Mỵ Nương hại nên sinh hận. Vào sinh thần của Lý Trị lén hạ độc trong rượu với mong muốn kế vị phục thù, bị Mỵ Nương phát hiện, ép từ ngôi Thái tử. |
| Bạch Như                                                | Lý Hạ Ngọc  | Nghĩa Dương Công chúa Trưởng nữ của Lý Trị, mẹ là Tiêu Thục phi. Bị giam trong lãnh cung cùng mẹ, sau Thục phi chết, Mỵ Nương quên mất cô và người em là Cao An Công chúa nên cả hai sống trong lãnh cung gần 20 năm. Về sau Lý Hoằng phát hiện, đã xin Mỵ Nương ban hôn sự cho hai chị. |
| Thôi Xán                                                | Lý Tố Tiết  | Ung vương Con trai thứ tư của Lý Trị, cũng là con trai duy nhất của Tiêu Thục phi. Được nuông chiều từ bé nên ngỗ nghịch, quậy phá. Tuy nhiên cậu bé cũng bị mẹ lợi dụng để tranh sủng với Mỵ Nương. |
| Khang Phúc Chấn                                         | Lý Hoằng    | Đại vương → Hoàng thái tử Con trai thứ năm của Lý Trị, con trai đầu lòng của Mỵ Nương. Mỵ Nương rất thương người con này, Lý Trị cũng gửi gắm hi vọng, lập anh làm Thái tử sau khi Lý Trung bị phế. Điều này khiến em trai anh là Lý Hiền đố kị. Phải lòng Hạ Lan Mẫn Nguyệt, nhưng Mẫn Nguyệt vì muốn trả thù mà không tiếc đầu độc anh chết trước mặt mẹ. |
| Vương Văn Kiệt                                          | Lý Hiền     | Lộ vương → Hoàng thái tử → Phế thái tử → Thứ nhân Cn trai thứ sáu của Lý Trị, con trai thứ hai của Mỵ Nương. Văn võ song toàn nhưng tính tình hiểm ác. Oán hận huynh trưởng được phong Thái tử, anh nghe Hạ Lan Mẫn Nguyệt hạ độc trong rượu của Lý Hoằng. Sau được phong Thái tử, nhưng bị chính Mỵ Nương dàn cảnh vạch trần tội lỗi. Đế-Hậu niệm tình cốt nhục nên chỉ bị phế, đày đến Ba Thục. |

### Các nhân vật khác
- Vương Hội Xuân vai Trưởng Tôn Vô Kỵ: ông là một đại trung thần đứng đầu triều đình, dẫn đầu hệ thống Quan lũng thế gia, với một lòng tận trung với Đại Đường, nên ông hết lần này đến lần khác muốn tiêu diệt Mỵ Nương để trừ hậu họa về sau. Thời Đường Cao Tông Lý Trị, Quan lũng thế gia ghi hận do Mỵ Nương (khi này đã là Hoàng Hậu) và Lý Trị lập mưu làm suy yếu thế lực nên hợp tấu xin phế hậu và âm thầm giúp đỡ Thái Tử Lý Trung ám sát cha mình. Trưởng Tôn Vô Kỵ biết được nên lập mưu để ngoài mặt là ám sát Võ hậu nhưng thực tế là hy sinh thân mình để hạ thấp uy tín, quyền lực của Quan lũng thế gia, ông bị định tội ám sát Hoàng Hậu, bị lưu đày. Sau này tự treo cổ chết vì đã hoàn thành xong nhiệm vụ phò trợ Lý Trị mà tiên đế đã giao.
- Lý Thần vai Lý Mục: thanh mai trúc mã từ nhỏ của Mỵ Nương, nhưng gia đình liên quan đến vụ tạo phản trong thành. Trong chuyến lưu đày, Dương Thục phi vì muốn lợi dụng anh nên cứu thoát, cho vào cung gặp Mỵ Nương. Sau vì cứu Mỵ Nương nên chết ngoài chiến trường.
- Lý Đông Hằng vai Đại Đường tướng quân Tiết Vạn Triệt
- Lý Duyệt Khê vai Tô Mai.
- Ngô Tú Ba vai Trương Giản Chi.
- Thẫm Bảo Bình vai Vương Đức.
- Lý Quan Phục vai Ngụy Trinh.
- Hà Hân vai Xương Tân.
- Vương Á Nam vai Văn Nương: ban đầu là cung nữ của Trịnh Uyển Ngôn, sau Uyển Ngôn mất được Từ Huệ chọn đến bên hầu hạ. Tính tình chân thật, thuần khiết. Cô và thái giám Thụy An yêu nhau chân thành. Vì không thuận theo tâm kế bất chính của Từ Huệ, cô bị từ Huệ dùng chân nến đánh chết. Thụy An canh cánh cái chết của Văn Nương, suốt nhiều năm truy tìm thủ phạm.
- Du Hạo Minh vai Lý Thuần Phong.
- Đồ Lê Mạn vai Lưu Ty Dược của Âm Đức phi.
- Trần Tư Tư vai Dương Chưởng Sử của Dương Thục phi và Ngô Vương.